# Lo chiamavano Mezzogiorno
Lo chiamavano Mezzogiorno (Un hombre llamado Noon) è un film del 1973, diretto da Peter Collinson.

## Trama
Di ritorno di un viaggio di lavoro, Thomas trova la sua famiglia massacrata. Per compiere la sua vendetta decide di assumere il nome di High Noon.